# Christiaan Berger

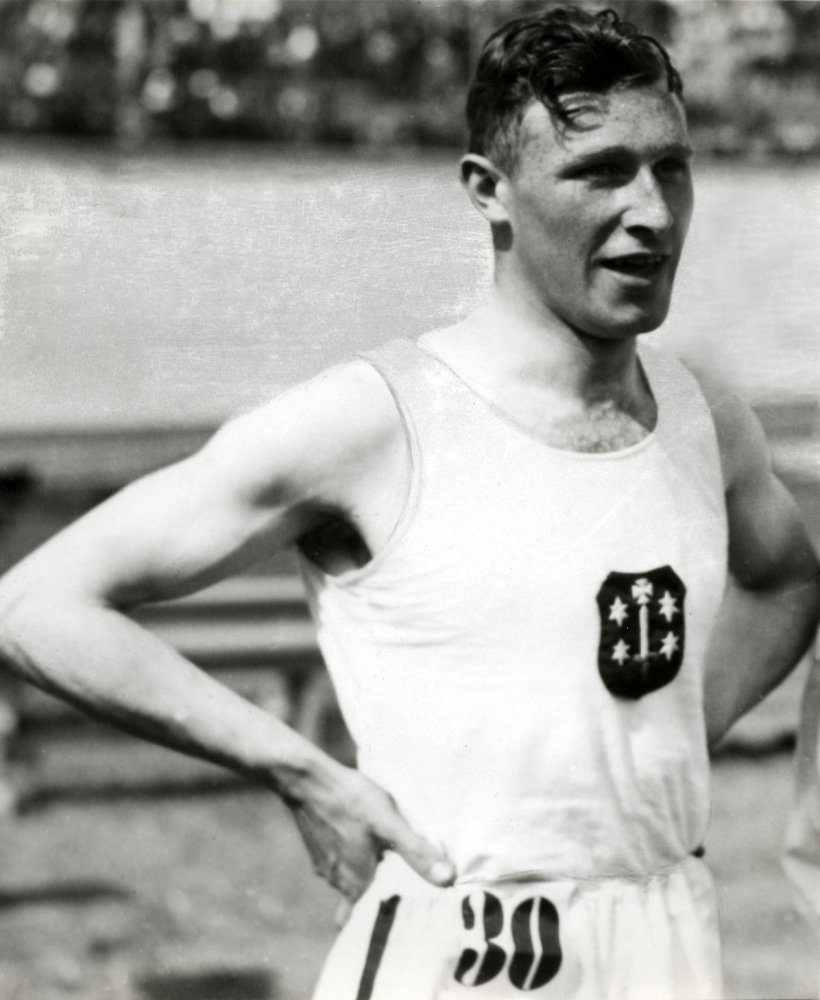
Christiaan Berger 1932

Christiaan David „Chris“ Berger (* 27. April 1911 in Amsterdam; † 12. September 1965 ebenda) war ein niederländischer Sprinter, der vor dem Zweiten Weltkrieg zur Weltspitze gehörte.

## Leben und Karriere
1930 wurde Christiaan Berger internationaler britischer Meister (AAA) über 100 Yards und Zweiter über 220 Yards. Sein niederländischer Rekord im 200-Meter-Lauf von 21,1 s wurde erst 1965 unterboten. Bei den Olympischen Spielen 1932 in Los Angeles schied er sowohl über 100 Meter als auch über 200 Meter im Zwischenlauf aus. 1933 wurde er AAA-Meister über 220 Yards und Zweiter über 100 Yards.
Am 26. August 1934 lief er in Amsterdam 10,3 s über 100 Meter und stellte damit den Weltrekord ein. Als Weltrekord wurde diese Zeit 1936 von Jesse Owens unterboten, als Europarekord hielt Bergers Zeit bis 1951. Zwei Wochen nach seinem Weltrekord dominierte Berger die Sprintstrecken bei den Europameisterschaften in Turin. Über 100 Meter gewann er in 10,6 s vor dem Deutschen Erich Borchmeyer, über 200 Meter siegte er in 21,5 s vor dem zeitgleichen Ungarn József Sir. In der 4-mal-100-Meter-Staffel gewann er mit der niederländischen Mannschaft Bronze hinter den Stafetten aus Deutschland und Ungarn. Von 1930 bis 1934 gewann Berger acht niederländische Meistertitel.
Bei den Olympischen Spielen 1936 in Berlin schied er über 100 Meter im Zwischenlauf aus. Gemeinsam mit dem Dritten über 100 und 200 Meter Martinus Osendarp stand er im olympischen Finale der 4-mal-100-Meter-Staffel. Dort verlor die Stafette allerdings unterwegs das Staffelholz und wurde disqualifiziert.
Nach seiner Karriere war Berger technischer Direktor des Olympiastadions Amsterdam.
Christiaan Berger war als aktiver Sportler 1,83 m groß und wog 77 kg. Er starb am 12. September 1965 im Alter von 54 Jahren.

## Bestzeiten
- 100 m: 10,3 s, 26. August 1934, Amsterdam
- 200 m: 21,1 s, 15. August 1930, Amsterdam